# 大里郡
- 令制国一覧 > 東海道 > 武蔵国 > 大里郡
- 日本 > 関東地方 > 埼玉県 > 大里郡

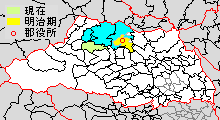
埼玉県大里郡の範囲（薄緑の全域・水色の一部：寄居町 薄緑・水色：後に他郡から編入した区域）

大里郡（おおさとぐん） は、埼玉県（武蔵国）の郡。
人口30,955人、面積64.25km²、人口密度482人/km²。（2025年2月1日、推計人口）
以下の1町を含む。
- 寄居町（よりいまち）

## 郡域
発足時の郡域は、現在の行政区画では概ね以下の区域に相当する。
- 熊谷市（以下の3地域を除く全域）

1. 大字小江川、野原、須賀広、千代、柴、板井、塩および江南中央一 - 三丁目の一部（旧男衾郡）
2. 大字日向、上須戸、西城、四方寺、下奈良、奈良新田、中奈良、上奈良、玉井、新島、久保島、小島、三ケ尻以北の地域（旧幡羅郡）
3. 大字戸出、平戸、上中条、今井、小曽根、大塚、上之、上川上、箱田、池上、下川上、太井（箱田付近の住居表示実施地区の境界は不詳。旧北埼玉郡）

- 鴻巣市（大字荊原）

男衾郡、幡羅郡、榛沢郡統合後の郡域は、上記1町の他に、現在の行政区画では概ね以下の区域に相当する。
- 深谷市（全域）
- 熊谷市（上記3.の地域を除く全域）
- 寄居町（秩父郡から編入された大字金尾、風布を除く全域）
- 比企郡小川町（大字西古里、鷹巣）

## 歴史

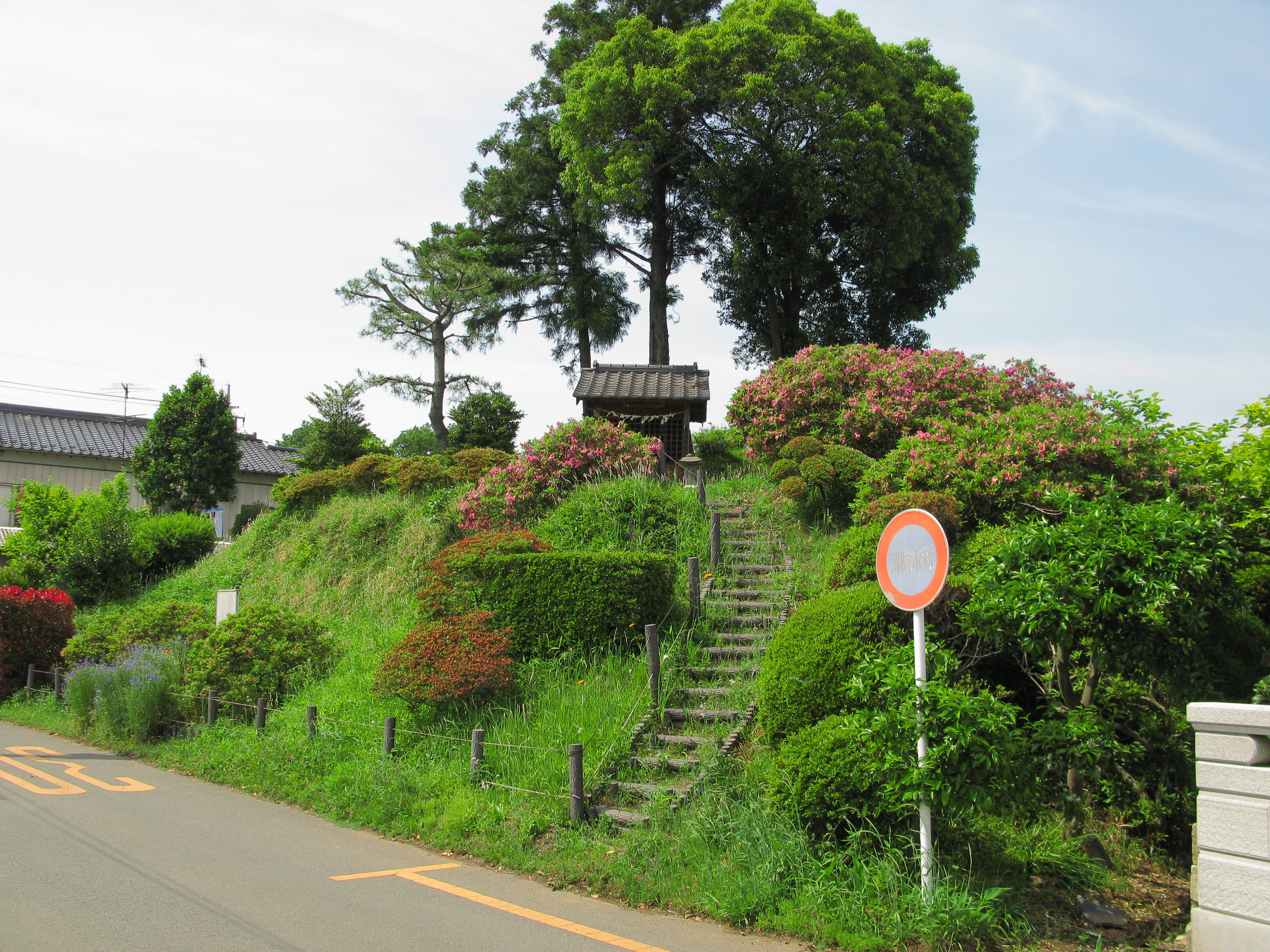
とうかん山古墳

### 古代 - 中世
箕輪古墳群として6世紀の前方後方墳である「とうかん山古墳」（全長74m）があるが、発掘調査はされていない。このほか、高城神社の旧社地付近から「无邪志国」と記された青銅の鈴が出土している。
郡衙は、熊谷市久下（くげ、郡家の転訛）付近とみられ、対岸の下田町遺跡から古墳〜奈良平安時代にかけての遺構・遺物が発見されている。
平安時代には武蔵七党の私市（きさい）氏が住み、久下氏や熊谷氏（平家物語に登場する熊谷直実など）の祖となった。

### 近代以降の沿革
- 「旧高旧領取調帳」に記載されている明治初年時点での支配は以下の通り。●は村内に寺社領が存在。幕府領は木村飛騨守支配所（関東在方掛）、松村忠四郎支配所、福田所左衛門支配所が管轄。（1町39村）

| 知行         | 知行                           | 村数    | 村名 |
| ------------ | ------------------------------ | ------- | --- |
| 幕府領       | 旗本領                         | 15村    | 平塚新田、上恩田村、中恩田村、下恩田村、●三ツ本村、武体村、小島村、広瀬村、●原島村、●代村、甲山村、津田新田村、中曽根村、吉所敷村、高本村 |
| 幕府領       | 幕府領（松村）・旗本領         | 4村     | 押切村、御正新田、成沢村、樋春村 |
| 幕府領       | 幕府領（福田）・旗本領         | 1村     | 玉作村 |
| 藩領         | 武蔵忍藩                       | 1町 5村 | ●熊谷町、石原村、肥塚村、佐谷田村、●久下村、新川村                                                                                        |
| 藩領         | 上野前橋藩                     | 3村     | 小泉村、手島村、村岡村 |
| 藩領         | 常陸下妻藩                     | 1村     | 河原明戸村 |
| 藩領         | 下総古河藩                     | 1村     | 小八林村 |
| 藩領         | 下妻藩・古河藩                 | 1村     | 箕輪村 |
| 幕府領・藩領 | 幕府領（木村）・前橋藩         | 1村     | 屈戸村 |
| 幕府領・藩領 | 幕府領（福田）・前橋藩         | 1村     | 向谷村 |
| 幕府領・藩領 | 幕府領（木村）・旗本領・前橋藩 | 1村     | 万吉村 |
| 幕府領・藩領 | 旗本領・前橋藩                 | 5村     | 楊井村、大麻生村、相上村、津田村、沼黒村                                                                                                  |

- 慶応4年
  - 6月19日（1868年8月7日） - 忍藩士の山田政則が武蔵知県事に就任。幕府領・旗本領を管轄。
  - 前橋藩の領地替えにより、前橋藩領のうち相上村・津田村が武蔵知県事、幕府領のうち屈戸村が前橋藩の管轄となる。
- 明治2年
  - 1月10日（1869年2月20日） - 山田政則知県事が宮原忠英に交代。
  - 1月13日（1869年2月23日） - 武蔵知県事・宮原忠英の管轄区域に大宮県（県庁は東京府馬喰町）を設置。
  - 9月29日（1869年11月2日） - 県庁が浦和に置かれ浦和県に改称。
- 明治4年
  - 7月14日（1871年8月29日） -  廃藩置県により、藩領が忍県、前橋県、下妻県、古河県となる。
  - 11月14日（1871年12月25日） - 第1次府県統合により、全域が入間県の管轄となる。
- 1873年（明治6年）6月15日 - 入間県が群馬県（第1期）と合併して熊谷県となる。
- 1876年（明治9年）8月21日 - 第2次府県統合により、熊谷県が武蔵国の管轄地域を埼玉県に合併して群馬県（第2期）に改称。当郡域は埼玉県の管轄となる。
- 1879年（明治12年）3月17日 - 郡区町村編制法の埼玉県での施行により、行政区画としての大里郡が発足。郡役所は熊谷宿に設置され、男衾郡・幡羅郡・榛沢郡とともに管轄。

### 町村制以降の沿革

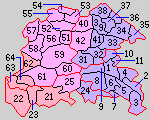
1.熊谷町 2.久下村 3.吉見村 4.佐谷田村 5.市田村 6.吉岡村 7.楊井町 8.御正村 9.大麻生村 10.大幡村 11.肥塚村 21.男衾村 22.折原村 23.鉢形村 24.小原村 25.本畠村 31.三尻村 32.玉井村 33.奈良村 34.長井村 35.秦村 36.妻沼村 37.弥藤吾村 38.男沼村 39.太田村 40.明戸村 41.別府村 42.幡羅村 51.深谷町 52.大寄村 53.新会村 54.中瀬村 55.手計村 56.岡部村 57.榛沢村 58.本郷村 59.藤沢村 60.武川村 61.花園村 62.用土村 63.寄居町 64.桜沢村 （紫：熊谷市 桃：深谷市 赤：寄居町）

- 1889年（明治22年）4月1日 - 町村制の施行により、以下の村が発足。村制前の旧久下村の一部（現・鴻巣市）以外は全域が現・熊谷市。（1町10村）
  - 熊谷町 ← 熊谷町、石原村
  - 久下村 ← 新川村、久下村
  - 吉見村 ← 相上村、甲山村、小八林村、玉作村、箕輪村、津田村、向谷村
  - 佐谷田村 ← 佐谷田村および北埼玉郡戸出村、平戸村
  - 市田村 ← 中曽根村、小泉村、屈戸村、沼黒村、手島村、上恩田村、中恩田村、下恩田村、吉所敷村、高本村、津田新田村
  - 吉岡村 ← 万吉村、村岡村、平塚新田村
  - 楊井村（単独村制）
  - 御正村 ← 御正新田村、成沢村、押切村、樋春村、三ッ本村
  - 大麻生村 ← 大麻生村、広瀬村、小島村、武体村、川原明戸村
  - 大幡村 ← 代村、原島村および幡羅郡柿沼村、新島村
  - 肥塚村（単独村制）
- 1896年（明治29年）
  - 4月1日 - 大里郡・幡羅郡・榛沢郡・男衾郡の区域をもって、改めて大里郡が発足。下記の町村が本郡の所属となる。（3町39村）
    - 旧幡羅郡（12村） - 三尻村、玉井村、奈良村、長井村、秦村、妻沼村、弥藤吾村、男沼村、太田村、明戸村、別府村、幡羅村
    - 旧榛沢郡（2町12村） - 深谷町、大寄村、新会村、中瀬村、八基村、岡部村、榛沢村、本郷村、藤沢村、武川村、花園村、用土村、寄居町、桜沢村
    - 旧男衾郡（5村） - 男衾村、折原村、鉢形村、小原村、本畠村

  - 8月1日 - 郡制を施行。
- 1910年（明治43年）3月9日 - 吉岡組合村（吉岡村・楊井村）が合併し、改めて吉岡村が発足。（3町38村）
- 1913年（大正2年）4月1日 - 妻沼組合村（妻沼村・弥藤吾村）が合併して妻沼町が発足。（4町36村）
- 1923年（大正12年）4月1日 - 郡会が廃止。郡役所は存続。
- 1926年（大正15年）
  - 7月1日 - 郡役所が廃止。以降は地域区分名称となる。
  - 10月1日 - 肥塚村が熊谷町に編入。（4町35村）
- 1927年（昭和2年）4月1日 - 熊谷町が北埼玉郡成田村を編入。
- 1932年（昭和7年）4月1日 - 大幡村が熊谷町に編入。（4町34村）
- 1933年（昭和8年）4月1日 - 熊谷町が市制施行して熊谷市となり、郡より離脱。（3町34村）
- 1941年（昭和16年）
  - 1月1日 - 佐谷田村が熊谷市に編入。（3町33村）
  - 4月10日 - 玉井村・大麻生村および久下村の一部（現鴻巣市大字荊原を除く全域）が熊谷市に編入。久下村の残部（現鴻巣市大字荊原）は北足立郡吹上町に編入。（3町30村）
- 1943年（昭和18年）9月8日 - 寄居町が桜沢村および秩父郡白鳥村の一部（大字金尾および風布の一部）を編入。（3町29村）
- 1954年（昭和29年）11月3日（3町25村）
  - 三尻村・別府村・奈良村が熊谷市に編入。
  - 新会村・八基村が合併して豊里村が発足。
- 1955年（昭和30年）
  - 1月1日（2町11村）
    - 吉岡村が熊谷市に編入。
    - 深谷町・明戸村・幡羅村・大寄村・藤沢村が合併して深谷市が発足し、郡より離脱。
    - 妻沼町・長井村・秦村・男沼村・太田村が合併し、改めて妻沼町が発足。
    - 岡部村・榛沢村・本郷村が合併して岡部村が発足。
    - 御正村・小原村が合併して江南村が発足。
    - 吉見村・市田村が合併して大里村が発足。
    - 豊里村・中瀬村が合併し、改めて豊里村が発足。

  - 2月11日（2町6村）
    - 寄居町・用土村・男衾村・折原村・鉢形村が合併し、改めて寄居町が発足。
    - 武川村・本畠村が合併して川本村が発足。

  - 10月1日 - 岡部村の一部（大字伊勢方、宿根）が深谷市に編入。
- 1956年（昭和31年）1月1日 - 寄居町の一部（大字西古里、鷹巣の各一部）が比企郡小川町に編入。
- 1968年（昭和43年）12月1日 - 岡部村が町制施行して岡部町となる。（3町5村）
- 1973年（昭和48年）4月1日 - 豊里村が深谷市に編入。（3町4村）
- 1977年（昭和52年）2月11日 - 川本村が町制施行して川本町となる。（4町3村）
- 1983年（昭和58年）6月1日 - 花園村が町制施行して花園町となる。（5町2村）
- 1985年（昭和60年）11月1日 - 江南村が町制施行して江南町となる。（6町1村）
- 2002年（平成14年）4月1日 - 大里村が町制施行して大里町となる。（7町）
- 2005年（平成17年）10月1日 - 大里町・妻沼町が熊谷市と合併し、改めて熊谷市が発足、郡より離脱。（5町）
- 2006年（平成18年）1月1日 - 岡部町・川本町・花園町が深谷市と合併し、改めて深谷市が発足、郡より離脱。（2町）
- 2007年（平成19年）2月13日 - 江南町が熊谷市に編入。（1町）

### 変遷表
| 明治22年以前                                                                             | 明治22年4月1日        | 明治22年 - 大正15年            | 明治22年 - 大正15年            | 昭和元年 - 昭和19年         | 昭和元年 - 昭和19年                   | 昭和20年 - 昭和34年          | 昭和20年 - 昭和34年               | 昭和35年 - 昭和64年         | 平成元年 - 現在              | 平成元年 - 現在              | 現在          |
| ---------------------------------------------------------------------------------------- | --------------------- | ------------------------------ | ------------------------------ | --------------------------- | ------------------------------------- | ---------------------------- | --------------------------------- | --------------------------- | ---------------------------- | ---------------------------- | ------------- |
| 久下村（荊原）                                                                           | 久下村                | 久下村                         | 久下村                         | 久下村                      | 昭和16年4月10日 北足立郡 吹上町に編入 | 北足立郡 吹上町              | 北足立郡 吹上町                   | 北足立郡 吹上町             | 平成17年10月1日 鴻巣市に編入 | 平成17年10月1日 鴻巣市に編入 | 鴻巣市        |
| 久下村（その他） 新川村                                                                  | 久下村                | 久下村                         | 久下村                         | 久下村                      | 昭和16年4月10日 熊谷市に編入          | 熊谷市                       | 熊谷市                            | 熊谷市                      | 熊谷市                       | 平成17年10月1日 熊谷市       | 熊谷市        |
| 熊谷町                                                                                   | 熊谷町                | 熊谷町                         | 熊谷町                         | 熊谷町                      | 昭和8年4月1日 市制                    | 熊谷市                       | 熊谷市                            | 熊谷市                      | 熊谷市                       | 平成17年10月1日 熊谷市       | 熊谷市        |
| 石原村                                                                                   | 熊谷町                | 熊谷町                         | 熊谷町                         | 熊谷町                      | 昭和8年4月1日 市制                    | 熊谷市                       | 熊谷市                            | 熊谷市                      | 熊谷市                       | 平成17年10月1日 熊谷市       | 熊谷市        |
| 肥塚村                                                                                   | 肥塚村                | 肥塚村                         | 大正15年10月1日 熊谷町に編入   | 熊谷町                      | 昭和8年4月1日 市制                    | 熊谷市                       | 熊谷市                            | 熊谷市                      | 熊谷市                       | 平成17年10月1日 熊谷市       | 熊谷市        |
| 上之村 上川上村 箱田村                                                                   | 北埼玉郡 成田村       | 北埼玉郡 成田村                | 北埼玉郡 成田村                | 昭和2年4月1日 熊谷町に編入  | 昭和8年4月1日 市制                    | 熊谷市                       | 熊谷市                            | 熊谷市                      | 熊谷市                       | 平成17年10月1日 熊谷市       | 熊谷市        |
| 代村 原島村                                                                              | 大幡村                | 大幡村                         | 大幡村                         | 昭和7年4月1日 熊谷町に編入  | 昭和8年4月1日 市制                    | 熊谷市                       | 熊谷市                            | 熊谷市                      | 熊谷市                       | 平成17年10月1日 熊谷市       | 熊谷市        |
| 幡羅郡柿沼村 幡羅郡新島村                                                                | 大幡村                | 大幡村                         | 大幡村                         | 昭和7年4月1日 熊谷町に編入  | 昭和8年4月1日 市制                    | 熊谷市                       | 熊谷市                            | 熊谷市                      | 熊谷市                       | 平成17年10月1日 熊谷市       | 熊谷市        |
| 佐谷田村 戸出村 平戸村                                                                   | 佐谷田村              | 佐谷田村                       | 佐谷田村                       | 佐谷田村                    | 昭和16年1月1日 熊谷市に編入           | 熊谷市                       | 熊谷市                            | 熊谷市                      | 熊谷市                       | 平成17年10月1日 熊谷市       | 熊谷市        |
| 大麻生村 広瀬村 小島村 武体村 川原明戸村                                                 | 大麻生村              | 大麻生村                       | 大麻生村                       | 大麻生村                    | 昭和16年4月10日 熊谷市に編入          | 熊谷市                       | 熊谷市                            | 熊谷市                      | 熊谷市                       | 平成17年10月1日 熊谷市       | 熊谷市        |
| 玉井村 高柳村 久保島村 新堀村                                                            | 幡羅郡 玉井村         | 明治29年3月29日 大里郡         | 明治29年3月29日 大里郡         | 玉井村                      | 昭和16年4月10日 熊谷市に編入          | 熊谷市                       | 熊谷市                            | 熊谷市                      | 熊谷市                       | 平成17年10月1日 熊谷市       | 熊谷市        |
| 三ヶ尻村 拾六間村 新堀新田                                                               | 幡羅郡 三尻村         | 明治29年3月29日 大里郡         | 明治29年3月29日 大里郡         | 三尻村                      | 三尻村                                | 昭和29年11月3日 熊谷市に編入 | 昭和29年11月3日 熊谷市に編入      | 熊谷市                      | 熊谷市                       | 平成17年10月1日 熊谷市       | 熊谷市        |
| 西別府村 東別府村 下増田村                                                               | 幡羅郡 別府村         | 明治29年3月29日 大里郡         | 明治29年3月29日 大里郡         | 別府村                      | 別府村                                | 昭和29年11月3日 熊谷市に編入 | 昭和29年11月3日 熊谷市に編入      | 熊谷市                      | 熊谷市                       | 平成17年10月1日 熊谷市       | 熊谷市        |
| 下奈良村 中奈良村 上奈良村 奈良新田 四方寺村                                             | 幡羅郡 奈良村         | 明治29年3月29日 大里郡         | 明治29年3月29日 大里郡         | 奈良村                      | 奈良村                                | 昭和29年11月3日 熊谷市に編入 | 昭和29年11月3日 熊谷市に編入      | 熊谷市                      | 熊谷市                       | 平成17年10月1日 熊谷市       | 熊谷市        |
| 万吉村 村岡村 平塚新田                                                                   | 吉岡村                | 明治43年3月9日 組合解消 吉岡村 | 明治43年3月9日 組合解消 吉岡村 | 吉岡村                      | 吉岡村                                | 吉岡村                       | 昭和30年1月1日 熊谷市に編入       | 熊谷市                      | 熊谷市                       | 平成17年10月1日 熊谷市       | 熊谷市        |
| 楊井村                                                                                   | 楊井村                | 明治43年3月9日 組合解消 吉岡村 | 明治43年3月9日 組合解消 吉岡村 | 吉岡村                      | 吉岡村                                | 吉岡村                       | 昭和30年1月1日 熊谷市に編入       | 熊谷市                      | 熊谷市                       | 平成17年10月1日 熊谷市       | 熊谷市        |
| 妻沼村                                                                                   | 幡羅郡 妻沼村         | 明治29年3月29日 大里郡         | 大正2年4月1日 組合解消 妻沼町  | 妻沼町                      | 妻沼町                                | 昭和30年1月1日 妻沼町        | 昭和30年1月1日 妻沼町             | 妻沼町                      | 妻沼町                       | 平成17年10月1日 熊谷市       | 熊谷市        |
| 弥藤吾村                                                                                 | 幡羅郡 弥藤吾村       | 明治29年3月29日 大里郡         | 大正2年4月1日 組合解消 妻沼町  | 妻沼町                      | 妻沼町                                | 昭和30年1月1日 妻沼町        | 昭和30年1月1日 妻沼町             | 妻沼町                      | 妻沼町                       | 平成17年10月1日 熊谷市       | 熊谷市        |
| 上根村 江波村 八ッ口村 上須戸村 西城村 田島村 西野村 善ヶ島村                            | 幡羅郡 長井村         | 明治29年3月29日 大里郡         | 明治29年3月29日 大里郡         | 長井村                      | 長井村                                | 昭和30年1月1日 妻沼町        | 昭和30年1月1日 妻沼町             | 妻沼町                      | 妻沼町                       | 平成17年10月1日 熊谷市       | 熊谷市        |
| 葛和田村 日向村 俵瀬村 大野村 弁財村                                                     | 幡羅郡 秦村           | 明治29年3月29日 大里郡         | 明治29年3月29日 大里郡         | 秦村                        | 秦村                                  | 昭和30年1月1日 妻沼町        | 昭和30年1月1日 妻沼町             | 妻沼町                      | 妻沼町                       | 平成17年10月1日 熊谷市       | 熊谷市        |
| 男沼村 小島村 出来島村 間々田村                                                          | 幡羅郡 男沼村         | 明治29年3月29日 大里郡         | 明治29年3月29日 大里郡         | 男沼村                      | 男沼村                                | 昭和30年1月1日 妻沼町        | 昭和30年1月1日 妻沼町             | 妻沼町                      | 妻沼町                       | 平成17年10月1日 熊谷市       | 熊谷市        |
| 飯塚村 道ヶ谷戸村 永井太田村 八木田村 原井村 市ノ坪村 上江袋村                           | 幡羅郡 太田村         | 明治29年3月29日 大里郡         | 明治29年3月29日 大里郡         | 太田村                      | 太田村                                | 昭和30年1月1日 妻沼町        | 昭和30年1月1日 妻沼町             | 妻沼町                      | 妻沼町                       | 平成17年10月1日 熊谷市       | 熊谷市        |
| 相上村 冑山村 小八林村 玉作村 箕輪村 津田村 向谷村                                       | 吉見村                | 吉見村                         | 吉見村                         | 吉見村                      | 吉見村                                | 昭和30年1月1日 大里村        | 昭和30年1月1日 大里村             | 大里村                      | 平成14年4月1日 町制          | 平成17年10月1日 熊谷市       | 熊谷市        |
| 中曽根村 小泉村 屈戸村 沼黒村 手島村 上恩田村 中恩田村 下恩田村 吉所敷村 高本村 津田新田 | 市田村                | 市田村                         | 市田村                         | 市田村                      | 市田村                                | 昭和30年1月1日 大里村        | 昭和30年1月1日 大里村             | 大里村                      | 平成14年4月1日 町制          | 平成17年10月1日 熊谷市       | 熊谷市        |
| 御正新田 成沢村 押切村 樋春村 三ッ本村                                                   | 御正村                | 御正村                         | 御正村                         | 御正村                      | 御正村                                | 昭和30年1月1日 江南村        | 昭和30年1月1日 江南村             | 昭和60年11月1日 町制        | 江南町                       | 平成19年2月13日 熊谷市に編入 | 熊谷市        |
| 小江川村 野原村 須賀広村 千代村 柴村 板井村 塩村                                         | 男衾郡 小原村         | 明治29年3月29日 大里郡         | 明治29年3月29日 大里郡         | 小原村                      | 小原村                                | 昭和30年1月1日 江南村        | 昭和30年1月1日 江南村             | 昭和60年11月1日 町制        | 江南町                       | 平成19年2月13日 熊谷市に編入 | 熊谷市        |
| 榛沢村 後榛沢村 榛沢新田 沓掛村 西田村 山崎村                                            | 榛沢郡 榛沢村         | 明治29年3月29日 大里郡         | 明治29年3月29日 大里郡         | 榛沢村                      | 榛沢村                                | 昭和30年1月1日 岡部村        | 岡部村                            | 昭和43年12月1日 町制        | 平成18年1月1日 深谷市        | 平成18年1月1日 深谷市        | 深谷市        |
| 本郷村 針ヶ谷村 山川村 今泉村                                                            | 榛沢郡 本郷村         | 明治29年3月29日 大里郡         | 明治29年3月29日 大里郡         | 本郷村                      | 本郷村                                | 昭和30年1月1日 岡部村        | 岡部村                            | 昭和43年12月1日 町制        | 平成18年1月1日 深谷市        | 平成18年1月1日 深谷市        | 深谷市        |
| 岡部村 普済寺村 岡村                                                                     | 榛沢郡 岡部村         | 明治29年3月29日 大里郡         | 明治29年3月29日 大里郡         | 岡部村                      | 岡部村                                | 昭和30年1月1日 岡部村        | 岡部村                            | 昭和43年12月1日 町制        | 平成18年1月1日 深谷市        | 平成18年1月1日 深谷市        | 深谷市        |
| 伊勢方村 宿根村                                                                          | 榛沢郡 岡部村         | 明治29年3月29日 大里郡         | 明治29年3月29日 大里郡         | 岡部村                      | 岡部村                                | 昭和30年1月1日 岡部村        | 昭和30年10月1日 深谷市に編入      | 深谷市                      | 平成18年1月1日 深谷市        | 平成18年1月1日 深谷市        | 深谷市        |
| 深谷宿 田谷村 東大沼村 萱場村 西島村 西大沼村 曲田村 原郷村（一部） 国済寺村（一部）     | 榛沢郡 深谷町         | 明治29年3月29日 大里郡         | 明治29年3月29日 大里郡         | 深谷町                      | 深谷町                                | 昭和30年1月1日 深谷市        | 深谷市                            | 深谷市                      | 平成18年1月1日 深谷市        | 平成18年1月1日 深谷市        | 深谷市        |
| 原郷村 国済寺村 東方村 柴崎村 本田ヶ谷村                                                 | 幡羅郡 幡羅村         | 明治29年3月29日 大里郡         | 明治29年3月29日 大里郡         | 幡羅村                      | 幡羅村                                | 昭和30年1月1日 深谷市        | 深谷市                            | 深谷市                      | 平成18年1月1日 深谷市        | 平成18年1月1日 深谷市        | 深谷市        |
| 内ヶ島村 戸森村 谷野町 高畑村 矢島村 起会村 大塚島村 上敷免村                            | 榛沢郡 大寄村         | 明治29年3月29日 大里郡         | 明治29年3月29日 大里郡         | 大寄村                      | 大寄村                                | 昭和30年1月1日 深谷市        | 深谷市                            | 深谷市                      | 平成18年1月1日 深谷市        | 平成18年1月1日 深谷市        | 深谷市        |
| 人見村 大谷村 境村 樫合村 柏合村 上野台村 折ノ口村                                       | 榛沢郡 藤沢村         | 明治29年3月29日 大里郡         | 明治29年3月29日 大里郡         | 藤沢村                      | 藤沢村                                | 昭和30年1月1日 深谷市        | 深谷市                            | 深谷市                      | 平成18年1月1日 深谷市        | 平成18年1月1日 深谷市        | 深谷市        |
| 蓮沼村 江原村 石塚村 沼尻村 藤ノ木村 堀米村 新井村 明戸村 上増田村 宮ヶ谷戸村            | 幡羅郡 明戸村         | 明治29年3月29日 大里郡         | 明治29年3月29日 大里郡         | 明戸村                      | 明戸村                                | 昭和30年1月1日 深谷市        | 深谷市                            | 深谷市                      | 平成18年1月1日 深谷市        | 平成18年1月1日 深谷市        | 深谷市        |
| 新戒村 成塚村 高島村                                                                     | 榛沢郡 新会村         | 明治29年3月29日 大里郡         | 明治29年3月29日 大里郡         | 新会村                      | 新会村                                | 昭和29年11月3日 豊里村       | 昭和30年1月1日 豊里村             | 昭和48年4月1日 深谷市に編入 | 平成18年1月1日 深谷市        | 平成18年1月1日 深谷市        | 深谷市        |
| 上手計村 下手計村 大塚村 血洗島村 横瀬村 町田村 南阿賀野村 北阿賀野村                    | 榛沢郡 手計村         | 明治23年3月28日 改称 八基村    | 明治29年3月29日 大里郡         | 八基村                      | 八基村                                | 昭和29年11月3日 豊里村       | 昭和30年1月1日 豊里村             | 昭和48年4月1日 深谷市に編入 | 平成18年1月1日 深谷市        | 平成18年1月1日 深谷市        | 深谷市        |
| 中瀬村                                                                                   | 榛沢郡 中瀬村         | 明治29年3月29日 大里郡         | 明治29年3月29日 大里郡         | 中瀬村                      | 中瀬村                                | 中瀬村                       | 昭和30年1月1日 豊里村             | 昭和48年4月1日 深谷市に編入 | 平成18年1月1日 深谷市        | 平成18年1月1日 深谷市        | 深谷市        |
| 長在家村 明戸村 瀬山村 田中村 上原村 菅沼村                                              | 榛沢郡 武川村         | 明治29年3月29日 大里郡         | 明治29年3月29日 大里郡         | 武川村                      | 武川村                                | 昭和30年2月11日 川本村       | 昭和30年2月11日 川本村            | 昭和52年2月11日 町制        | 平成18年1月1日 深谷市        | 平成18年1月1日 深谷市        | 深谷市        |
| 本田村 畠山村                                                                            | 男衾郡 本畠村         | 明治29年3月29日 大里郡         | 明治29年3月29日 大里郡         | 本畠村                      | 本畠村                                | 昭和30年2月11日 川本村       | 昭和30年2月11日 川本村            | 昭和52年2月11日 町制        | 平成18年1月1日 深谷市        | 平成18年1月1日 深谷市        | 深谷市        |
| 小前田村 武蔵野村 荒川村 黒田村 永田村 北根村                                            | 榛沢郡 花園村         | 明治29年3月29日 大里郡         | 明治29年3月29日 大里郡         | 花園村                      | 花園村                                | 花園村                       | 花園村                            | 昭和58年6月1日 町制         | 平成18年1月1日 深谷市        | 平成18年1月1日 深谷市        | 深谷市        |
| 用土村                                                                                   | 榛沢郡 用土村         | 明治29年3月29日 大里郡         | 明治29年3月29日 大里郡         | 用土村                      | 用土村                                | 昭和30年2月11日 寄居町       | 寄居町                            | 寄居町                      | 寄居町                       | 寄居町                       | 寄居町        |
| 寄居町 藤田村 末野村                                                                     | 榛沢郡 寄居町         | 明治29年3月29日 大里郡         | 明治29年3月29日 大里郡         | 寄居町                      | 寄居町                                | 昭和30年2月11日 寄居町       | 寄居町                            | 寄居町                      | 寄居町                       | 寄居町                       | 寄居町        |
| 桜沢村                                                                                   | 榛沢郡 桜沢村         | 明治29年3月29日 大里郡         | 明治29年3月29日 大里郡         | 昭和18年9月8日 寄居町に編入 | 昭和18年9月8日 寄居町に編入           | 昭和30年2月11日 寄居町       | 寄居町                            | 寄居町                      | 寄居町                       | 寄居町                       | 寄居町        |
| 金尾村 風布村（一部）                                                                    | 秩父郡 白鳥村（一部） | 秩父郡 白鳥村（一部）          | 秩父郡 白鳥村（一部）          | 昭和18年9月8日 寄居町に編入 | 昭和18年9月8日 寄居町に編入           | 昭和30年2月11日 寄居町       | 寄居町                            | 寄居町                      | 寄居町                       | 寄居町                       | 寄居町        |
| 折原村 立原村 三品村 秋山村 西ノ入村                                                     | 男衾郡 折原村         | 明治29年3月29日 大里郡         | 明治29年3月29日 大里郡         | 折原村                      | 折原村                                | 昭和30年2月11日 寄居町       | 寄居町                            | 寄居町                      | 寄居町                       | 寄居町                       | 寄居町        |
| 鉢形村 保田原村 小園村 露梨子村                                                          | 男衾郡 鉢形村         | 明治29年3月29日 大里郡         | 明治29年3月29日 大里郡         | 鉢形村                      | 鉢形村                                | 昭和30年2月11日 寄居町       | 寄居町                            | 寄居町                      | 寄居町                       | 寄居町                       | 寄居町        |
| 富田村 牟礼村 今市村 赤浜村                                                              | 男衾郡 男衾村         | 明治29年3月29日 大里郡         | 明治29年3月29日 大里郡         | 男衾村                      | 男衾村                                | 昭和30年2月11日 寄居町       | 寄居町                            | 寄居町                      | 寄居町                       | 寄居町                       | 寄居町        |
| 西古里村 鷹巣村                                                                          | 男衾郡 男衾村         | 明治29年3月29日 大里郡         | 明治29年3月29日 大里郡         | 男衾村                      | 男衾村                                | 昭和30年2月11日 寄居町       | 昭和31年1月1日 比企郡小川町に編入 | 比企郡小川町                | 比企郡小川町                 | 比企郡小川町                 | 比企郡 小川町 |

## 行政
大里・男衾・幡羅・榛沢郡長
| 代 | 氏名 | 就任年月日                | 退任年月日                | 備考                                               |
| -- | ---- | ------------------------- | ------------------------- | -------------------------------------------------- |
| 1  |      | 明治11年（1879年）3月17日 |                           |                                                    |
|    |      |                           | 明治29年（1896年）3月31日 | 男衾郡・幡羅郡・榛沢郡との合併により旧・大里郡廃止 |

大里郡長
| 代 | 氏名     | 就任年月日               | 退任年月日                | 備考                   |
| -- | -------- | ------------------------ | ------------------------- | ---------------------- |
| 1  |          | 明治29年（1896年）4月1日 |                           |                        |
|    | 武田熊蔵 |                          |                           |                        |
|    |          |                          | 大正15年（1926年）6月30日 | 郡役所廃止により、廃官 |